# カリース・スペンサー
カリース・スペンサー（Kaliese Spencer、1987年5月6日 - ） は、ジャマイカの陸上競技選手。400メートルハードルを専門とする。 同種目では2009年と2011年の世界選手権で4位入賞、2006年の世界ジュニア選手権で優勝を果たしている。

## 経歴
ジャマイカのウェストモアランド教区出身で、母・マーフェリン（Merfelin）は大学時代400mの選手を、父・ジョシュア（Joshua）は中距離走の選手をしており、両親の後を追って陸上競技を始めた。ジャマイカ工科大学に進学し、ステファン・フランシス（Stephen Francis）の指導の下でマキシミシング・ヴェロシティ・アンド・パワー陸上競技部（Maximising Velocity and Power Track Club）に所属し、練習に励む。ハードル競技で最初の成功は、2006年世界ジュニア選手権であり、400mハードルを自己新記録の55秒11で終え、優勝した。シニア大会への初挑戦は大阪で開かれた2007年世界選手権であり、準決勝まで進出した。
2008年シーズンはアズザ太平洋招待（Azuza Pacific Invitational）において400mで自己新記録かつ当季世界最高記録となる50秒55をマークして幕を開けた。ところがスペンサーは尻に怪我を負ってその後は散発的に練習に取り組んだだけで、北京オリンピックのジャマイカ代表の座を獲得するには至らなかった。
2009年はIAAFゴールデンリーグのリーボックグランプリ、ゴールデンガラ、ヘラクラスの3競技会に出場するも、表彰台に上ることはできなかった。 世界選手権では400mハードルで決勝まで進出、自己新記録53秒56で4位入賞を果たした。その時同じジャマイカ代表のメレーン・ウォーカーが大会記録を叩き出して優勝した。また4×400メートルリレーで予選メンバーとして出場し、ジャマイカチームが銀メダルを獲得するのに寄与した。世界選手権のすぐ後に開かれたハンジェコビッチ・メモリアル（ザグレブ国際）ではウォーカーに勝利した。スペンサーは2009年シーズンをウォーカーに次ぐ53秒99をマークして銀メダルを獲得したIAAFワールドアスレチックファイナルで締めくくった。
2010年IAAFダイヤモンドリーグでは初戦である5月の上海ゴールデングランプリでは6位であったものの、年間優勝を果たした。6月のラバト・ムハンマド6世国際陸上競技大会ではペリー・シェイクス＝ドレイトンを破って優勝、同月のジャマイカ選手権では400mで3位に入賞した。ダイヤモンドリーグではプリフォンテーンクラシックとゴールデンガラの2戦連続でラシンダ・ディーマスに次ぐ2位でゴールして頭角を現し、53秒48の自己新記録も達成した。英国グランプリでは初めてリーグ戦優勝を果たした。そのすぐ後に開かれたヘラクレスでも優勝、ルツェルン国際では大会記録53秒72をマークして優勝した。
2011年8月5日のロンドングランプリでは大会記録52秒79をマークして優勝し、韓国・大邱で開かれる同年の世界選手権優勝が期待された。結局同大会では4位に終わった。

## 個人記録
| 大会  | 記録    | 開催地                 | 年月日       |
| ----- | ------- | ---------------------- | ------------ |
| 400mH | 52.79   | イギリスロンドン       | 2011年8月5日 |
| 400m  | 50.19   | イタリアリエーティ     | 2013年9月8日 |
| 800m  | 2:03.01 | ジャマイカキングストン | 2011年3月5日 |

- 2014年10月13日現在

## 主な成績
| 年             | 大会                               | 会場                   | 結果           | 種目           | 補足           |
| ジャマイカ代表 | ジャマイカ代表                     | ジャマイカ代表         | ジャマイカ代表 | ジャマイカ代表 | ジャマイカ代表 |
| -------------- | ---------------------------------- | ---------------------- | -------------- | -------------- | -------------- |
| 2006           | CARIFTA競技大会                    | グアドループレザビーム | 2位            | 400 m          | 51.99          |
| 2006           | CARIFTA競技大会                    | グアドループレザビーム | 1位            | 4x400 mR       | 3:31.90 CR     |
| 2006           | 世界ジュニア選手権                 | 中国北京               | 1位            | 400 mH         |                |
| 2006           | 世界ジュニア選手権                 | 中国北京               | 3位            | 4x400 mR       |                |
| 2007           | 世界選手権                         | 日本大阪               | 8位（準決勝）  | 400 mH         |                |
| 2009           | 世界選手権                         | ドイツベルリン         | 4位            | 400 mH         |                |
| 2009           | 世界選手権                         | ドイツベルリン         | 2位            | 4×400 mR       | 予選のみ出場   |
| 2009           | IAAFワールドアスレチックファイナル | ギリシャテッサロニキ   | 2nd            | 400 mH         |                |
| 2011           | 世界選手権                         | 韓国大邱               | 4位            | 400 mH         |                |
| 2012           | オリンピック                       | イギリスロンドン       | 4位            | 400 mH         |                |
| 2013           | 世界選手権                         | ロシアモスクワ         | 準決勝敗退     | 400 mH         |                |
| 2014           | 世界室内選手権                     | ポーランドソポト       | 2位            | 400 mH         |                |
| 2014           | 世界室内選手権                     | ポーランドソポト       | 2位            | 4×400 mR       |                |
| 2015           | 世界選手権                         | 中国北京               | 8位            | 400 mH         |                |